# Johann Wanner (Widerstandskämpfer)
Johann Wanner (* 23. Januar 1919 in Seefeld in Tirol; † 1. Juni 1942 in Zams, Österreich) war ein österreichischer Widerstandskämpfer gegen den Nationalsozialismus.

## Leben und Tätigkeit
Wanner wurde 1939 zum zwangsweisen Reichsarbeitsdienst in Haselstauden bei Dornbirn gepresst. Für die Sommermonate wurde er in RAD-Führungslager Schloss Mentlberg bei Innsbruck versetzt. Nach einem Zusammenstoß mit einem RAD-Feldmeister wurde er nach Haselstauden zurückversetzt.
Als zahlreiche Kameraden Wanners aus der Widerstandsgruppe Freies Österreich verhaftet wurden, flüchtete er im August 1939 in die Schweiz.
Von den nationalsozialistischen Polizeiorganen wurde er als Staatsfeind eingestuft. Im Frühjahr 1940 wurde er – da man ihn irrtümlich in Großbritannien vermutete – vom Reichssicherheitshauptamt auf die Sonderfahndungsliste G.B. gesetzt, ein Verzeichnis von Personen, die im Falle einer erfolgreichen deutschen Invasion Großbritanniens durch die Sonderkommandos der SS-Einsatzgruppen mit besonderer Priorität ausfindig gemacht und verhaftet werden sollten.
Nachdem man Wanners Aufenthaltsort in der Schweiz erfahren hatte, schrieb ein Gestapo-Spitzel einen fingierten Brief an Wanner, in dem er behauptete, dass sein Vater im Sterben liege und ihn zu sehen wünsche. Daraufhin entschloss er sich zur heimlichen Rückkehr in die Heimat: Am 31. Mai 1942 überschritt er die Grenze nach Österreich bei Nauders nach Tirol. Er wurde von einer Streife entdeckt und bei Birkach, Gemeinde Pfunds, auf der Flucht durch einen Schuss in den Hinterkopf schwer verletzt. Nach seiner Einlieferung in das Spital von Zams starb er am Folgetag.